# City of Greater Bendigo
City of Greater Bendigo is een Local Government Area (LGA) in Australië in de staat Victoria. City of Greater Bendigo telt 102.373 inwoners (juni 2009). De hoofdplaats is Bendigo.

## Plaatsen
- Axedale
- Bendigo
- Eaglehawk
- Elmore
- Epsom
- Golden Square
- Goornong
- Heathcote
- Huntly
- Kangaroo Flat
- Lake Eppalock
- Lockwood
- Lockwood South
- Maiden Gully
- Marong
- Mia Mia
- Quarry Hill
- Ravenswood
- Raywood
- Sebastian
- Spring Gully
- Strathfieldsaye
- White Hills